# Бокс на летних Олимпийских играх 2012 — квалификация
В соревнованиях по боксу на летних Олимпийских играх 2012 смогут принять участие 286 спортсменов, которые будут соревноваться за 13 комплектов наград. Каждая страна может быть представлена не более чем одним спортсменом в каждой весовой категории.

## Правила квалификации

### Мужчины
- 5 мест будут отданы победителям Мировой серии бокса 2010—2011 в личных дисциплинах. Спортсмены сами должны будут решить, в каких весовых категориях будут выступать на Олимпийских играх, так как они различаются у обоих соревнований.
- 92 места будут разыграны на чемпионате мира 2011. Будут квалифицироваться первые десять спортсменов в каждой категории (в категориях до 91 кг и свыше 91 кг — 6 спортсменов), причём каждый континент имеет определённую квоту, которую нельзя будет превышать:

| Континент | Квота | Квалифицировано | Свободно |
| --------- | ----- | --------------- | -------- |
| Азия      | 56    | 29              | 27       |
| Америка   | 54    | 14              | 40       |
| Африка    | 52    | 2               | 50       |
| Европа    | 78    | 50              | 28       |
| Океания   | 10    | 1               | 9        |

- 140 мест будут распределены на континентальных отборочных турнирах. Континентальная квота является такой же, как на чемпионате мира.
- 5 мест будут отданы принимающей стране (Великобритания), которая самостоятельно решит, в каких весовых категориях выступят её спортсмены.
- 8 мест неквалифицированным странам отдаст Трёхсторонняя комиссия (МОК, АНОК, AIBA).

### Женщины
- 24 места будут распределены на чемпионате мира 2012. Будут квалифицироваться первые восемь спортсменок, причём каждый континент имеет определённую квоту, которую нельзя будет превышать:

| Континент | Квота |
| --------- | ----- |
| Азия      | 8     |
| Америка   | 8     |
| Африка    | 5     |
| Европа    | 12    |
| Океания   | 3     |

- 1 место будет отдано принимающей стране (Великобритания), которая самостоятельно решит, в какой весовой категории выступит её спортсменка.
- 11 мест неквалифицированным странам отдаст Трёхсторонняя комиссия (МОК, АНОК, AIBA).

## Квалификационные соревнования
| Соревнование                              | Период                       | Место проведения         |
| ----------------------------------------- | ---------------------------- | ------------------------ |
| Мировая серия бокса в личных дисциплинах  | 27-28 Мая 2011               | Гуйчжоу, Китай           |
| Чемпионат мира по боксу 2011              | 26 сентября — 8 октября 2011 | Баку, Азербайджан        |
| Олимпийская квалификация — Океания        | 23-29 марта 2012             | Дарвин, Австралия        |
| Олимпийская квалификация — Азия           | 1-8 апреля 2012              | Астана, Казахстан        |
| Олимпийская квалификация — Америка        | 11-20 апреля 2012            | Рио-де-Жанейро, Бразилия |
| Олимпийская квалификация — Европа         | 14-22 апреля 2012            | Стамбул, Турция          |
| Олимпийская квалификация — Африка         | 29 апреля — 7 мая 2012       | Касабланка, Марокко      |
| Чемпионат мира по боксу 2012 среди женщин | 21 мая — 10 июня             | Чунцин, Китай            |

## Квалифицированные спортсмены

### Мужчины

#### до 49 кг
| Соревнование                             | Квота | Спортсмены |
| ---------------------------------------- | ----- | --- |
| Мировая серия бокса в личных дисциплинах | 0     | |
| Чемпионат мира по боксу 2011             | 10    | Кеу Понгпраюн (THA) Цзоу Шимин (CHN) Хосе де ла Ниеве (ESP) Давид Айрапетян (RUS) Пурэвдоржийн Сэрдамба (MGL) Йосвани Вейтия (CUB) Девендро Сингх (IND) Син Джон Хун (KOR) Марк Баррига (PHI) Жереми Бекку (FRA) |
| Олимпийская квалификация — Океания       | 1     | Билли Уорд (AUS) |
| Олимпийская квалификация — Азия          | 1     | Биржан Жакыпов (KAZ) |
| Олимпийская квалификация — Америка       | 3     | |
| Олимпийская квалификация — Европа        | 4     | Ферхат Пехливан (TUR) Александр Александров (BUL) Пэдди Барнс (IRL) Мануэль Каппаи (ITA) |
| Олимпийская квалификация — Африка        | 6     | |
| Принимающая сторона                      | **    | |

#### до 52 кг
| Соревнование                             | Квота | Спортсмены |
| ---------------------------------------- | ----- | --- |
| Мировая серия бокса в личных дисциплинах | 0     | |
| Чемпионат мира по боксу 2011             | 9     | Миша Алоян (RUS) Эльвин Мамишзаде (AZE) Роши Уоррен (USA) Жасурбек Латипов (UZB) Винченцо Пикарди (ITA) Майкл Конлан (IRL) Эндрю Селби (GBR) Робейси Рамирес (CUB) Чатчай Бутди (THA) |
| Олимпийская квалификация — Океания       | 1     | Джексон Вудс (AUS) |
| Олимпийская квалификация — Азия          | 4     | Пак Чон Чхоль (PRK) Ильяс Сулейменов (KAZ) Кацуаки Суса (JPN) Нямбаярын Тугсцогт (MGL)                                                                                                |
| Олимпийская квалификация — Америка       | 2     | |
| Олимпийская квалификация — Европа        | 2     | Нордин Убаали (FRA) Сельчук Экер (TUR) |
| Олимпийская квалификация — Африка        | 6     | |
| Трёхсторонняя комиссия                   | 1     | Аджмал Фейсал (AFG) |

#### до 56 кг
| Соревнование                             | Квота | Спортсмены |
| ---------------------------------------- | ----- | --- |
| Мировая серия бокса в личных дисциплинах | 1     | Канат Абуталипов (KAZ) |
| Чемпионат мира по боксу 2011             | 10    | Детелин Далаклиев (BUL) Люк Кэмпбелл (GBR) Орзубек Шаимов (UZB) Джон Джо Невин (IRL) Сергей Водопьянов (RUS) Анвар Юнусов (TJK) Ласаро Альварес (CUB) Джозеф Диас (USA) Витторио Парринелло (ITA) Мохамед Амин Уадахи (ALG) |
| Олимпийская квалификация — Океания       | 1     | Ибрагим Балла (AUS) |
| Олимпийская квалификация — Азия          | 3     | Шива Тхапа (IND) Виссам Саламана (SYR) Сатоси Симидзу (JPN) |
| Олимпийская квалификация — Америка       | 4     | |
| Олимпийская квалификация — Европа        | 4     | Магомед Абдулхамидов (AZE) Павел Ищенко (UKR) Мераб Туркадзе (GEO) Деннис Сейлан (DEN) |
| Олимпийская квалификация — Африка        | 5     | |
| Принимающая сторона                      | 0     | |

#### до 60 кг
| Соревнование                             | Квота | Спортсмены |
| ---------------------------------------- | ----- | --- |
| Мировая серия бокса в личных дисциплинах | 1     | Рашид Аззедин (FRA) |
| Чемпионат мира по боксу 2011             | 10    | Доменико Валентино (ITA) Миклош Варга (HUN) Фазлиддин Гаибназаров (UZB) Ясниэль Толедо (CUB) Хан Сун Чхоль (KOR) Джай Бхагван (IND) Гани Жайлауов (KAZ) Василий Ломаченко (UKR) Робсон Консейсан (BRA) Сайлом Ади (THA) |
| Олимпийская квалификация — Океания       | 1     | Люк Джексон (AUS) |
| Олимпийская квалификация — Азия          | 1     | Лю Цян (CHN) |
| Олимпийская квалификация — Америка       | 4     | |
| Олимпийская квалификация — Европа        | 4     | Вазген Сафарянц (BLR) Эвалдас Пятраускас (LTU) Джош Тейлор (GBR) Фатих Келеш (TUR) |
| Олимпийская квалификация — Африка        | 6     | |
| Принимающая сторона                      | **    | |

#### до 64 кг
| Соревнование                             | Квота | Спортсмены |
| ---------------------------------------- | ----- | --- |
| Мировая серия бокса в личных дисциплинах | 0     | |
| Чемпионат мира по боксу 2011             | 10    | Денис Беринчик (UKR) Гайбатулла Гаджиалиев (AZE) Том Сталкер (GBR) Манодж Кумар (IND) Дьюла Кате (HUN) Эвертон Лопис (BRA) Винченцо Манджакапре (ITA) Уранчимэгийн Монх-Эрдэнэ (MGL) Антони Игит (SWE) Хонатан Алонсо (ESP) |
| Олимпийская квалификация — Океания       | 1     | Джефф Хорн (AUS) |
| Олимпийская квалификация — Азия          | 4     | Уктамжон Рахмонов (UZB) Данияр Елеусинов (KAZ) Мехди Толути (IRI) Сердар Худайбердиев (TKM) |
| Олимпийская квалификация — Америка       | 5     | |
| Олимпийская квалификация — Европа        | 1     | |
| Олимпийская квалификация — Африка        | 6     | Абдельхак Аатакни (MAR) |
| Принимающая сторона                      | 0     | |

#### до 69 кг
| Соревнование                             | Квота | Спортсмены |
| ---------------------------------------- | ----- | --- |
| Мировая серия бокса в личных дисциплинах | 0     | |
| Чемпионат мира по боксу 2011             | 10    | Эррол Спенс (USA) Серик Сапиев (KAZ) Эгидиюс Каваляускас (LTU) Фред Эванс (GBR) Андрей Замковой (RUS) Кришан Викас (IND) Василий Белоус (MDA) Тарас Шелестюк (UKR) Алексис Вастин (FRA) Ясухиро Судзуки (JPN) |
| Олимпийская квалификация — Океания       | 1     | Камерон Хаммонд (AUS) |
| Олимпийская квалификация — Азия          | 3     | Мехмет Турсун Цюн (CHN) Бямбын Тувшинбат (MGL) Амин Гасемипур (IRI) |
| Олимпийская квалификация — Америка       | 5     | Гауша Террелл (USA) Кастилио Джуниор (DOM) Дельгадо Суарес Марло (ECU) Эспиноса Менья Хосе (VEN) Колласо Энрике (PUR)                                                                                         |
| Олимпийская квалификация — Европа        | 2     | Адам Нолан (IRL) Патрик Войцицки (GER) |
| Олимпийская квалификация — Африка        | 6     | |
| Принимающая сторона                      | 0     | |

#### до 75 кг
| Соревнование                             | Квота | Спортсмены |
| ---------------------------------------- | ----- | --- |
| Мировая серия бокса в личных дисциплинах | 1     | Солтан Мигитинов (AZE) |
| Чемпионат мира по боксу 2011             | 10    | Рёта Мурата (JPN) Даррен О'Нил (IRL) Данабек Сужанов (KAZ) Эскива Фалкан (BRA) Александр Дреновак (SRB) Богдан Журатони (ROU) Андраник Акопян (ARM) Евгений Хитров (UKR) Золтан Харча (HUN) Штефан Хертель (GER) |
| Олимпийская квалификация — Океания       | 1     | Джесси Росс (AUS) |
| Олимпийская квалификация — Азия          | 4     | Собирджон Назаров (TJK) Аббос Атоев (UZB) Виджендер Сингх (IND) Нурсахат Паззыев (TKM) |
| Олимпийская квалификация — Америка       | 5     | |
| Олимпийская квалификация — Европа        | 2     | Энтони Огого (GBR) Адем Кылыччи (TUR) |
| Олимпийская квалификация — Африка        | 5     | |
| Принимающая сторона                      | **    | |

#### до 81 кг
| Соревнование                             | Квота | Спортсмены |
| ---------------------------------------- | ----- | --- |
| Мировая серия бокса в личных дисциплинах | 1     | Абдельхафид Беншабла (ALG) |
| Чемпионат мира по боксу 2011             | 10    | Егор Мехонцев (RUS) Мэн Фаньлун (CHN) Александр Гвоздик (UKR) Адильбек Ниязымбетов (KAZ) Эльшод Расулов (UZB) Дэмьен Хупер (AUS) Эхсан Рузбахани (IRI) Хулио Сесар ла Крус (CUB) Энрико Кёллинг (GER) Джейссон Монрой (COL) |
| Олимпийская квалификация — Океания       | 0     | |
| Олимпийская квалификация — Азия          | 3     | Сумит Сангван (IND) Джахон Курбанов (TJK) Ихаб аль-Матбули (JOR) |
| Олимпийская квалификация — Америка       | 4     | |
| Олимпийская квалификация — Европа        | 2     | Бахрам Музаффер (TUR) Ватан Гусейнли (AZE) |
| Олимпийская квалификация — Африка        | 4     | |
| Принимающая сторона                      | **    | |

#### до 91 кг
| Соревнование                             | Квота | Спортсмены |
| ---------------------------------------- | ----- | --- |
| Мировая серия бокса в личных дисциплинах | 1     | Клементе Руссо (ITA) |
| Чемпионат мира по боксу 2011             | 6     | Александр Усик (UKR) Сергей Корнеев (BLR) Теймур Мамедов (AZE) Ван Сюаньсюань (CHN) Артур Бетербиев (RUS) Хосе Лардуэт (CUB) |
| Олимпийская квалификация — Океания       | 1     | Джей Опетайя (AUS) |
| Олимпийская квалификация — Азия          | 1     | Али Мазахери (IRI) |
| Олимпийская квалификация — Америка       | 3     | Майкл Хантер (USA) Ямиль Перальта (ARG) Хулио Кастильо (ECU)                                                                 |
| Олимпийская квалификация — Европа        | 1     | |
| Олимпийская квалификация — Африка        | 2     | |
| Принимающая сторона                      | 0     | |

#### свыше 91 кг
| Соревнование                             | Квота | Спортсмены |
| ---------------------------------------- | ----- | --- |
| Мировая серия бокса в личных дисциплинах | 0     | |
| Чемпионат мира по боксу 2011             | 6     | Магомедрасул Меджидов (AZE) Энтони Джошуа (GBR) Иван Дычко (KAZ) Эрик Пфайфер (GER) Эрисланди Савон (CUB) Роберто Каммарелле (ITA) |
| Олимпийская квалификация — Океания       | 1     | Йохан Линде (AUS) |
| Олимпийская квалификация — Азия          | 1     | Чжан Чжилэй (CHN) |
| Олимпийская квалификация — Европа        | 2     | Магомед Омаров (RUS) Тони Йока (FRA)                                                                                               |
| Олимпийская квалификация — Африка        | 2     | Мохамед Арджауи (MAR) Блез Епму (CMR)                                                                                              |
| Олимпийская квалификация — Америка       | 3     | Итало Переа (ECU) Доминик Бризил (USA) Саймон Кин (CAN)                                                                            |
| Пригласительный по рейтингу              | 1     | Меджи Мвамба (COD) |

* Согласно континентальным квотам

** Всего 13 мест, не превышая континентальные квоты

### Женщины

#### до 51 кг
| Соревнование                              | Квота | Спортсмены |
| ----------------------------------------- | ----- | ---------- |
| Чемпионат мира по боксу 2012 среди женщин | 8*    |            |
| Принимающая сторона                       | **    |            |

#### до 60 кг
| Соревнование                              | Квота | Спортсмены |
| ----------------------------------------- | ----- | ---------- |
| Чемпионат мира по боксу 2012 среди женщин | 8*    |            |
| Принимающая сторона                       | **    |            |

#### до 75 кг
| Соревнование                              | Квота | Спортсмены |
| ----------------------------------------- | ----- | ---------- |
| Чемпионат мира по боксу 2012 среди женщин | 8*    |            |
| Принимающая сторона                       | **    |            |

* Согласно континентальным квотам

** Всего 12 мест, не превышая континентальные квоты

## Квалифицированные страны
| Страна           | Мужчины | Мужчины | Мужчины | Мужчины | Мужчины | Мужчины | Мужчины | Мужчины | Мужчины | Мужчины | Женщины | Женщины | Женщины | Всего |
| Страна           | 49      | 52      | 56      | 60      | 64      | 69      | 75      | 81      | 91      | 91+     | 51      | 60      | 75      | Всего |
| ---------------- | ------- | ------- | ------- | ------- | ------- | ------- | ------- | ------- | ------- | ------- | ------- | ------- | ------- | ----- |
| Австралия        | X       | X       | X       | X       | X       | X       | X       | Х       | X       | X       |         |         |         | 10    |
| Азербайджан      |         | X       |         |         | X       |         | X       |         | X       | X       |         |         |         | 5     |
| Алжир            |         |         | X       |         |         |         |         | X       |         |         |         |         |         | 2     |
| Армения          |         |         |         |         |         |         | X       |         |         |         |         |         |         | 1     |
| Беларусь         |         |         |         |         |         |         |         |         | X       |         |         |         |         | 1     |
| Болгария         |         |         | X       |         |         |         |         |         |         |         |         |         |         | 1     |
| Бразилия         |         |         |         | X       | X       |         | X       |         |         |         |         |         |         | 3     |
| Великобритания   |         | X       | X       |         | X       | X       |         |         |         | X       |         |         |         | 5     |
| Венгрия          |         |         |         | X       | X       |         | X       |         |         |         |         |         |         | 3     |
| Германия         |         |         |         |         |         |         | X       | X       |         | X       |         |         |         | 3     |
| Индия            | X       |         |         | X       | X       | X       |         |         |         |         |         |         |         | 4     |
| Иордания         |         |         |         |         |         |         |         | X       |         |         |         |         |         | 1     |
| Иран             |         |         |         |         |         |         |         | X       | X       |         |         |         |         | 2     |
| Ирландия         |         | X       | X       |         |         |         | X       |         |         |         |         |         |         | 3     |
| Испания          | X       |         |         |         | X       |         |         |         |         |         |         |         |         | 2     |
| Италия           |         | X       | X       | X       | X       |         |         |         | X       | X       |         |         |         | 6     |
| Казахстан        | X       | X       | X       | X       | X       | X       | X       | X       |         | X       |         |         |         | 9     |
| Китай            | X       |         |         |         |         |         |         | X       | X       | X       |         |         |         | 4     |
| Колумбия         |         |         |         |         |         |         |         | X       |         |         |         |         |         | 1     |
| Куба             | X       | X       | X       | X       |         |         |         | X       | X       | X       |         |         |         | 7     |
| Литва            |         |         |         |         |         | X       |         |         |         |         |         |         |         | 1     |
| Молдова          |         |         |         |         |         | X       |         |         |         |         |         |         |         | 1     |
| Монголия         | X       | X       |         |         | X       | X       |         |         |         |         |         |         |         | 4     |
| Россия           | X       | X       | X       |         |         | X       |         | X       | X       | X       | X       | X       | X       | 10    |
| Румыния          |         |         |         |         |         |         | X       |         |         |         |         |         |         | 1     |
| Сербия           |         |         |         |         |         |         | X       |         |         |         |         |         |         | 1     |
| США              |         | X       | X       |         |         | X       |         |         |         |         |         |         |         | 3     |
| Таджикистан      |         |         | X       |         |         |         |         |         |         |         |         |         |         | 1     |
| Таиланд          | X       | X       |         | X       |         |         |         |         |         |         |         |         |         | 3     |
| Турция           |         |         |         |         |         |         |         | X       |         |         |         |         |         | 1     |
| Узбекистан       |         | X       | X       | X       |         |         |         | X       |         |         |         |         |         | 4     |
| Украина          |         |         |         | X       | X       | X       | X       | X       | X       |         |         |         |         | 6     |
| Филиппины        | X       |         |         |         |         |         |         |         |         |         |         |         |         | 1     |
| Франция          | X       |         |         | X       |         | X       |         |         |         | X       |         |         |         | 4     |
| Швеция           |         |         |         |         | X       |         |         |         |         |         |         |         |         | 1     |
| Республика Корея | X       |         |         | X       |         |         |         |         |         |         |         |         |         | 2     |
| Япония           |         |         |         |         |         | X       | X       |         |         |         |         |         |         | 2     |
|                  | 49      | 52      | 56      | 60      | 64      | 69      | 75      | 81      | 91      | 91+     | 51      | 60      | 75      |       |
| Всего: 37        | 12      | 12      | 12      | 12      | 12      | 12      | 12      | 13      | 9       | 10      | 0       | 0       | 0       | 115   |